# EU超時任務
《EU超時任務》（英語：Over Run Over），香港電視廣播有限公司拍攝製作的時裝穿越警匪電視劇，由王浩信、朱千雪及袁偉豪領銜主演，並由單立文、苟芸慧、譚凱琪、朱晨麗及劉佩玥聯合演出，監製林志華。《EU超時任務》中的「超時」代表穿越時空，是無綫電視繼《張保仔》後，再以女警穿越時空為題材的電視劇。
此劇為2016無綫節目巡禮之一、2016香港國際影視展12部推介劇集之一。

## 演員表

### 穿越時空者
| 演員   | 角色   | 暱稱／關係 |
| 單立文 | 陳勁威 | 威爺 衝鋒隊警長 (SGT39633) 在某次穿越得知賀展祥身世，並因凌晨風穿越造成的「蝴蝶效應」與賀展祥勾結，被關鼎名誤會為黑警 凌晨風衝鋒小隊之車長 馮芷澄之夫 曾任職飛虎隊、機場特警、機動部隊及毒品調查科等多個部門，受正式特種部隊训练而擁有非凡身手及槍法 於第5、21集槍殺琛、狠、守、辣（凌晨風第三、第十次穿越、關鼎名第五次穿越） 第一位穿越時空者，穿越了一百零一次 穿越時空目的：不斷穿越從而可一直與患了末期癌症的妻子馮芷澄生活及調查黑警 於第22集决定不再穿越，珍惜和妻子馮芷澄一起生活的时光（凌晨風第十次穿越、關鼎名第五次穿越） 關鼎名獨自穿越後，忘記所有關於穿越時空的記憶 穿越時空時序 於第1集前發現穿越時空方法，自己已經穿越九十一次，後來背著凌晨風等人一起穿越，一共穿越了一百零一次 於第1、3、5、6、7、9、10、13、17集背著凌晨風、關鼎名穿越時空，後被二人發現 |
| 朱千雪 | 凌晨風 | Madam Ling、糞箕笠 （關鼎名對其的稱呼，為圍頭話，意思為「臭婆娘」） 錦發圍居民 凌海、蕭青燕之女 凌晨光之姊 李姿婷、賀小美之好友 衝鋒隊警長 (SGT32861) 李震昇之下屬 郭尚正之女友，後分手 與關鼎名互生情愫，後為女友 第二位穿越時空者 於第4集被關鼎名關在車尾廂，後被救（凌晨風第二次穿越） 於第5集被吳冠雄活埋，後被救（凌晨風第三次穿越） 於第8集以為關鼎名是臥底，後於第9集得知其是廉政公署線人 於第14集接受郭尚正求婚（凌晨風第八次穿越、關鼎名第三次穿越） 於第22集黑警案完結後與關鼎名成為一日情侶，把關鼎名鎖在房間內，郭尚正醉酒行兇時與之同歸於盡，一同炸死，關鼎名為拯救她再次穿越 (凌晨風第十次穿越、關鼎名第五次穿越) 最後一幕凌晨風拿起沙漏項鍊，並倒轉沙漏（關鼎名第六次穿越） 穿越時空時序 於第1集第一次穿越時空，拯救凌海 於第3集誤槍殺凌海，第二次穿越時空 於第5集為了拯救程亮添，第三次穿越時空 於第6集為了拯救臥底，第四次穿越時空 於第7集發現臥底不止一個，為了再尋找臥底，第五次穿越時空 於第9集不放心關鼎名獨自穿越時空調查黑警，第六次穿越時空 於第10集為了拯救凌晨光及調查黑警，第七次穿越時空 於第13集為了拯救凌海及調查黑警，第八次穿越時空 於第17集為了追逐受傷並逃跑的陳勁威，第九次穿越時空 於第20集為救回關鼎名，第十次穿越時空 |
| 王浩信 | 關鼎名 | 渠頭、Hugo 張笑薇之子 錦發圍村長/原居民 開設鼎名地產代理公司，為賀展祥收購丁權及土地 開始前涉及欺詐罪，被迫成為劉世邦之線人 原為英國回流的金融投資顧問 章巧悅之前男友 與凌晨風互生情愫，後為男友 郭尚正之情敵，後反目並成為死敵 於第8集被凌晨風以為其是臥底，於第9集告訴其是廉政公署的線人 於第9集得知關少基為臥底 於第10、12集獲賀展祥提攜為三鄉鄉委會召集人 (凌晨風第六、七次穿越、關鼎名第一、二次穿越） 於第22集用鐵鍊將郭偉誠勒死，救起陳勁威，黑警案完結後與凌晨風成為一日情侶（凌晨風第十次穿越、關鼎名第五次穿越） 最後一幕凌晨風拿起沙漏項鍊，並倒轉沙漏(象徵時光倒流而找回所有的記憶，該劇演員亦沒為此作絕對解釋) (關鼎名第六次穿越) 第三位穿越時空者 穿越時空時序 於第9集為調查黑警，第一次穿越時空 於第10集為調查黑警及拯救凌晨光，第二次穿越時空 於第13集為調查黑警及拯救周炳仁，第三次穿越時空 於第17集為調查黑警，第四次穿越時空 於第20集由凌晨風救回，第五次穿越時空 於第22集凌晨風死後欲見凌晨風，後在第六次獨自穿越後被凌晨風忘記 |
| 袁偉豪 | 郭尚正 | 阿正 衝鋒隊警長 (SGT36168) 郭偉誠之子 並包庇父親的黑警身份 李震昇之下屬 凌晨風之男友，後分手 賀展祥及毒販大坤之敵 與李姿婷互生情愫 過去曾與李姿婷發生一夜情，但被李姿婷拒絕正式交往 曾與鍾永啟、鍾永俊同為飛虎隊學員 曾任職飛虎隊，身手非凡 關鼎名之情敵，後反目並成為死敵 於第10集與李姿婷再次發生一夜情 於第14集向凌晨風求婚（凌晨風第八次穿越、關鼎名第三次穿越） 於第19集擄走及活埋鍾永啟 (凌晨风第九次穿越，关鼎名第四次穿越) 于第20集代郭偉誠將賀展祥及吴冠雄殺害（凌晨風第九次穿越、關鼎名第四次穿越) 於同集穿越后擄走及活埋鍾永啟、擄走鍾永俊 (凌晨风第十次穿越，关鼎名第五次穿越，郭尚正第一次穿越) 於第22集與凌晨風分手，因郭伟诚的死而向凌晨风及关鼎名报仇，醉酒行兇時被凌晨風炸死（凌晨風第十次穿越、關鼎名第五次穿越、郭尚正第一次穿越） 第四位穿越時空者 穿越時空時序 於第20集發現凌晨風、關鼎名和陳勁威識破涉及黑警案和發現了穿越時空方法，第一次穿越時空 |

### 元朗三鄉村落
| 演員           | 角色       | 暱稱／關係 |
| 林 偉          | 賀展祥     | 賀生、Tom Ho 三鄉鄉委會主席，曾留學英國受高等教育 毒販 姚麗婷之子 賀小美無血緣關係之兄，三鄉原居民賀氏之養子，隱藏非原居民身份 為周炳仁暗中收購丁權及土地 派人把賀小美假綁架（凌晨風穿越前、第一次穿越及第二次穿越） 於第20集被郭尚正殺死（凌晨風第九次穿越、關鼎名第四次穿越） 於第21集被郭偉誠槍殺（凌晨風第十次穿越、關鼎名第五次穿越，郭尚正第一次穿越） 於第22集被知悉一切的關鼎名先發制人，被警方起出毒品和拘捕 ( 關鼎名第六次穿越 ) |
| 劉佩玥         | 賀小美     | 小美 模特兒 賀展祥無血緣關係之妹，三鄉原居民賀氏之女 凌晨風、李姿婷之好友 被賀展祥派人假綁架（凌晨風穿越前、第一次穿越及第二次穿越） 於第10集被張浩源脅持（凌晨風第六次穿越、關鼎名第一次穿越） 於第13集幫凌晨風灌醉周炳仁，引他出手打人（凌晨風第八次穿越、關鼎名第三次穿越） |
| 王浩信         | 關鼎名     | 渠頭、Hugo 錦發圍村長 錦發圍原居民 參見穿越時空者 |
| 雪 妮          | 張笑薇     | 家庭主婦 關鼎名之母 嗜賭，遭高利貸追數 於第22集被郭偉誠綁架，後被關鼎名及陳勁威救走 |
| 楊潮凱         | 關少基     | 筲箕 錦發圍原居民 警方臥底 鼎名地產職員 於第22集賀展祥被捕後恢复警察身份（關鼎名第六次穿越） |
| 楊證樺         | 關孝權     | 喊爆 錦發圍原居民 鼎名地產職員 |
| 戴耀明         | 關棟平     | 籮斗 錦發圍原居民 鼎名地產職員 |
| 羅樂林         | 凌 海      | 退休教師 錦發圍居民 蕭青燕之夫 周炳仁之情敌 凌晨風、凌晨光之父 梁宇康之老師 於第1集中流彈身亡（凌晨風穿越前） 於第3集被辣哥綁架在車後箱，後被凌晨風誤殺（凌晨風第一次穿越） 於第13集被懷疑殺害周炳仁（凌晨風第七次穿越、關鼎名第二次穿越） |
| 呂 珊          | 蕭青燕     | 家庭主婦 錦發圍居民 凌海之妻 凌晨風、凌晨光之母 周炳仁之前女友 |
| 朱千雪         | 凌晨風     | 糞箕笠（關鼎名對其的稱呼，為圍頭話，意思為「臭婆娘」） 錦發圍居民 凌海、蕭青燕之女 凌晨光之姊 參見穿越時空者 |
| 唐子輝（童年） | 凌晨光     | 大學生 錦發圍居民 凌海、蕭青燕之子 凌晨風之弟 梁宇康之舊同學 與小娟假結婚 於第10集因爆炸受重傷（凌晨風第六次穿越、關鼎名第一次穿越） |
| 李晉強         | 凌晨光     | 大學生 錦發圍居民 凌海、蕭青燕之子 凌晨風之弟 梁宇康之舊同學 與小娟假結婚 於第10集因爆炸受重傷（凌晨風第六次穿越、關鼎名第一次穿越） |
| 余子明         | 陳福亨     | 亨叔 三鄉鄉委會委員 三鄉原居民 針對賀展祥 |
| 阮浩棕         | 梁宇康     | 康仔 錦發圍原居民 三婆之外孫 凌海之學生 凌晨光之舊同學 自小遭賤昌等欺凌 遭關鼎名逼售丁權 於第22集在關鼎名帮助下與賤昌等和好（關鼎名第六次穿越） |
| 梁舜燕         | 三 婆      | 錦發圍原居民 梁宇康之外婆 |
| 唐嘉麟         | 賤 昌      | 錦發圍居民 蠱惑仔 助關鼎名收購丁權及土地 自小欺凌梁宇康 於第22集在關鼎名帮助下與梁宇康和好（關鼎名第六次穿越） |
| 謝可逸         | 歐 佬      | 錦發圍居民 蠱惑仔 助關鼎名收購丁權及土地 自小欺凌梁宇康 於第22集在關鼎名帮助下與梁宇康和好（關鼎名第六次穿越） |
| 盧偉文         | 牛 仔      | 錦發圍居民 蠱惑仔 助關鼎名收購丁權及土地 自小欺凌梁宇康 於第22集在關鼎名帮助下與梁宇康和好（關鼎名第六次穿越） |
| 陳佳林         | 茂 伯      | 錦發圍原居民 遭關鼎名逼售丁權 |
| 許思敏         | 士多老闆娘 | 錦發圍村民 |
| 沈可欣         | 錦發圍村民 | 茂伯鄰居 |
| 何偉業         | 錦發圍村民 | 茂伯鄰居 |
| 鄧永健         | 錦發圍村民 | 茂伯鄰居 |
| 徐玟晴         | 田屋村村民 | 抗議地產商到田屋村收地 |
| 司徒暉         | 田屋村村民 | 抗議地產商到田屋村收地 |
| 鄭毅邦         | 鄉 紳      | 三鄉鄉紳 支持賀展祥 |
| 陳國基         | 鄉 紳      | 三鄉鄉紳 支持賀展祥 |
| 簡新銳         | 鄉 紳      | 三鄉鄉紳 支持賀展祥 |
| 李智銳         | 鄉 紳      | 三鄉鄉紳 支持賀展祥 |
| 楊依依         | 娟 婆      | 錦發圍居民 |

### 新界北衝鋒隊（Emergency Unit New Territories North）
| 演員   | 角色   | 暱稱／關係 |
| 楊瑞麟 | 李震昇 | 李Sir 督察 凌晨風、郭尚正之上司 |
| 朱千雪 | 凌晨風 | 糞箕笠 警長 (SGT32861) 李震昇之下屬 參見穿越時空者 |
| 袁偉豪 | 郭尚正 | 警長 (SGT36168) 李震昇之下屬 參見穿越時空者 |
| 單立文 | 陳勁威 | 威爺 警長 (SGT39633) 凌晨風衝鋒小隊之車長 參見穿越時空者 |
| 趙永洪 | 歐陽義 | 二哥 高級警員 (SPC32608) 凌晨風衝鋒小隊之隊員 |
| 黃子恆 | 程亮添 | Tim 警員 (PC39570) 凌晨風衝鋒小隊之便衣隊員 Suki之未婚夫 Apple之前男友 於第4集槍殺狠、守、琛（凌晨風第二次穿越） 於第5集被Suki殺害（凌晨風第二次穿越） 於第6集險被Suki殺害，但被凌晨風及時阻止（凌晨風第三次穿越） |
| 張彥博 | 陳家迪 | 阿Dee 警員 (PC26998) 凌晨風衝鋒小隊之隊員 |
| 陳家良 | 鍾永俊 | 警員 黑警，被郭偉誠收買 郭尚正衝鋒小隊之便衣隊員 鍾永啟之弟 曾與郭尚正、鍾永啟同為飛虎隊學員 曾任職飛虎隊 於第13集將周炳仁殺害（凌晨風第七次穿越、關鼎名第二次穿越） 於第17集差點將周炳仁殺害，被關鼎名阻止（凌晨風第八次穿越、關鼎名第三次穿越） 於第18集身份敗露被郭偉誠所殺（凌晨風第九次穿越、關鼎名第四次穿越） 於第20集被郭尚正擄走，後被救，遭劉世邦調查（凌晨風第十次穿越、關鼎名第五次穿越、郭尚正第一次穿越） 於第22集遭關鼎名揭發黑警身份，遭劉世邦調查（關鼎名第六次穿越） |
| 袁鎮業 | 曾樹榮 | Ringo 警員 (PC39008) 郭尚正衝鋒小隊之車長 |
| 黃毅進 | 馬逸朗 | 警員 (PC28303) 郭尚正衝鋒小隊之隊員 |
| 梁珈詠 | 岑樂芝 | 警員 (PC28210) 郭尚正衝鋒小隊之隊員 |
| 謝光耀 | 陳Sir  | 警長 李震昇之下屬 |
| 曾海昌 |        | 警長 李震昇之下屬 |
| 董敬文 |        | 警員 陳Sir之下屬 |
| 劉嘉琪 |        | 警員 陳Sir之下屬 |
| 馮子森 |        | 警員 |
| 林 玥  |        | 警員 |
| 王致狄 |        | 警員 |
| 陳頌銘 |        | 警員 |
| 黎達朗 |        | 警員 |
| 余應彤 |        | 警員 |
| 王志康 |        | 警員 |
| 楊家寶 |        | 警員 |
| 葉婷芝 |        | 警員 |
| 陳光耀 |        | 警員 |
| 王東泰 |        | 警員 |
| 鄭羽宸 |        | 警員 |
| 葉智豪 |        | 警員 |

### 其他部門
| 演員   | 角色   | 暱稱／關係 |
| 潘志文 | 郭偉誠 | 總警司 黑警，賀展祥及毒販大坤之敵，曾經與賀展祥勾結，收買鍾永俊 郭尚正之父 曾受正式特種部隊训练而擁有非凡身手及槍法 於第18集將身份敗露的鍾永俊殺害，救走被綁架的賀展祥，開槍狙擊陳勁威及馮芷澄後向郭尚正承認是黑警（凌晨風第九次穿越、關鼎名第四次穿越） 於第22集槍殺賀展祥、李姿婷及吳冠雄, 綁架張笑薇以對付關鼎名，最終被關鼎名用鐵鍊勒死（凌晨風第十次穿越、關鼎名第五次穿越） 於第22集遭關鼎名揭發黑警身份，遭劉世邦調查。（關鼎名第六次穿越） |
| 霍健邦 | CID    | |
| 方紹聰 | CID    | |
| 郭韻浩 | CID    | |
| 吳曠利 | CID    | |
| 李 豪  | CID    | |
| 周麗欣 | CID    | |
| 姚宏遠 | CID    | |
| 葉 暐  | 重案組 | 調查周炳仁被謀殺之探員 |
| 陳志健 | 鍾永啟 | 飛虎隊教官 鍾永俊之兄 曾與郭尚正、鍾永俊同為飛虎隊學員 於第19，20集被郭尚正擄走及活埋（凌晨風第九、十次穿越、關鼎名第四、五次穿越、郭尚正穿越前、第一次穿越） |

### 其他演員
| 演員   | 角色           | 暱稱／關係 |
| 苟芸慧 | 章巧悅         | Joyce 英國回流的金融投資顧問 關鼎名之前女友 挪用Ivan Lee的錢做投資買賣 |
| 譚凱琪 | 李姿婷         | 水晶梨、Crystal 網台記者 凌晨風、賀小美之好友 與郭尚正互生情愫 過去曾與郭尚正發生一夜情，但拒絕正式交往 於第7集因誤認張浩源及力為臥底而險被力槍殺（凌晨風第四次穿越） 於第10集險被賀展祥殺害，並與郭尚正再次發生一夜情（凌晨風第六次穿越、關鼎名第一次穿越） 於第21集被郭偉誠槍殺（凌晨風第十次穿越、關鼎名第五次穿越）                                                                                                 |
| 朱晨麗 | 馮芷澄         | 家庭主婦 陳勁威之妻 患有末期癌症 患癌前是名義工 |
| 許家傑 | 張浩源         | 碩士 賀展祥之手下，暗中勾結毒販大坤出賣賀展祥 於第7集被凌晨風誤認其為臥底，實則出賣賀展祥，後被郭尚正撃斃（凌晨風第四次穿越） 於第9集被賀展祥槍殺（凌晨風第五次穿越） 於第10集脅持賀小美，後被車撞死（凌晨風第六次穿越、關鼎名第一次穿越） 於第14集願意轉做污點證人指證賀展祥，於第15集被陳勁威杀死（凌晨風第八次穿越、關鼎名第三次穿越） 於第22集被知悉一切的關鼎名先發制人，被警方起出毒品和拘捕 ( 關鼎名第六次穿越 ) |
| 何俊軒 | 吳冠雄         | 喪Q 賀展祥之手下 于第20集被郭尚正开枪射中头部死亡 (凌晨风第九次穿越，关鼎名第四次穿越) 於第21集被郭偉誠槍殺（凌晨風第十次穿越、關鼎名第五次穿越） 於第22集被知悉一切的關鼎名先發制人，被警方起出毒品和拘捕 ( 關鼎名第六次穿越 ) |
| 曾航生 | 劉世邦         | 廉政公署調查主任 關鼎名之聯絡人 於第18集從關鼎名中獲得線報，對鍾永俊展開調查（關鼎名第四次穿越） 於第22集從知悉一切的關鼎名中獲得線報，對郭偉誠、鍾永俊展開調查（關鼎名第六次穿越） |
| 李 楓  | 姚麗婷         | 賀展祥之生母 住在療養院 |
| 王俊棠 | 辣             | 悍匪／內地非法入境者，賀展祥之毒品原買家 於第5集被陳勁威槍殺（凌晨風第三、十次穿越及關鼎名第五次穿越） 於第6、8、10、11、13、17、22集被警方拘捕（凌晨風第四、五、六、七、八、九次穿越及關鼎名第一、二、三、四、六次穿越） |
| 李 嘉  | 狠             | 悍匪／內地非法入境者，賀展祥之毒品原買家 於第4集被程亮添撃斃（凌晨風第二次穿越） 於第5集被陳勁威槍殺（凌晨風第三、十次穿越及關鼎名第五次穿越） 於第6、8、10、11、13、17、22集被警方拘捕（凌晨風第四、五、六、七、八、九次穿越及關鼎名第一、二、三、四、六次穿越) |
| 裘卓能 | 琛             | 悍匪／內地非法入境者，賀展祥之毒品原買家 於第4集被程亮添撃斃（凌晨風第二次穿越） 於第5集被陳勁威槍殺（凌晨風第三、十次穿越及關鼎名第五次穿越） 於第6、8、10、11、13、17、22集被警方拘捕（凌晨風第四、五、六、七、八、九次穿越及關鼎名第一、二、三、四、六次穿越) |
| 趙樂賢 | 守             | 悍匪／內地非法入境者，賀展祥之毒品原買家 於第4集被程亮添撃斃（凌晨風第二次穿越） 於第5集被陳勁威槍殺（凌晨風第三、十次穿越及關鼎名第五次穿越） 於第6、8、10、11、13、17、22集被警方拘捕（凌晨風第四、五、六、七、八、九次穿越及關鼎名第一、二、三、四、六次穿越) |
| 黃栢文 | 周炳仁         | 地產商，與賀展祥合作地產項目 蕭青燕之前男友 凌海之情敌 於第13集被黑警鍾永俊殺害（凌晨風第七次穿越、關鼎名第二次穿越） 於第17集向警方舉報賀展祥後，差點被黑警殺害，幸得關鼎名相救（凌晨風第八次穿越、關鼎名第三次穿越） |
| 譚坤倫 | 周助手         | 周炳仁助手 |
| 張雪瑩 | 祥秘書         | 賀展祥之秘書 |
| 白 雲  | 小 娟          | 妓女 藉靠與凌晨光假結婚而來港 受關鼎名安排為辣、狠提供服務 |
| 黃匡翹 | 妓 女          | 受關鼎名安排為辣、狠提供服務 |
| 謝欣延 | 妓 女          | 受關鼎名安排為辣、狠提供服務 |
| 魏惠文 | Ivan Lee       | 章巧悅之客人 於第4集欲性騷擾章巧悅，但被關鼎名阻止（凌晨風第二次穿越） 於第5集與章巧悅發生性行為（凌晨風第三次穿越） 於第7、8集欲與章巧悅發生性行為，但被關鼎名阻止（凌晨風第四、五次穿越） 於第9集欲性騷擾章巧悅，但被關鼎名阻止（凌晨風第六次穿越及關鼎名第一次穿越） |
| 馮秀華 | Suki           | 程亮添之未婚妻 患有抑鬱症 於第5集殺害程亮添（凌晨風第二次穿越） 於第6集欲殺害程亮添，但被凌晨風及時阻止（凌晨風第三次穿越） |
| 尹詩沛 | Apple          | 空中小姐 程亮添之前女友 |
| 沈愛琳 | 護 士          | |
| 林敬剛 | 波             | 毒販大坤之手下 假裝賀展祥之毒品新買家，實為代大坤搶奪賀展祥之毒品 於第7集被吳冠雄槍殺（凌晨風第四次穿越） |
| 王德基 | 波手下         | 於第7集被吳冠雄槍殺（凌晨風第四次穿越） |
| 姚浩政 | 力             | 毒販大坤之手下，欲搶奪賀展祥之毒品時被凌晨風與李姿婷誤認其為警察 第7集欲槍殺李姿婷，後被陳勁威擊斃 |
| 林宥喬 | 力手下         | 於第7集被吳冠雄槍殺（凌晨風第四次穿越） |
| 鄭詠謙 | 力手下         | |
| 葉家泓 | 力手下         | |
| 鍾志光 | 金 爺          | 賀展祥之朋友 失明人士，聽覺非常靈敏 曾助廉署分析竊聽資訊 於第7、8集指證關鼎名為廉政公署線人（凌晨風第四、五次穿越） |
| 鍾 麗  | 記 者          | |
| 王靖怡 | 記 者          | |
| 黃榮燊 | 記 者          | |
| 利穎怡 | 記 者          | |
| 陳 琪  | Natalie        | 金融投資顧問 章巧悅、關鼎名之好友 |
| 彭紀諺 | Mark           | 金融投資顧問 關鼎名之舊同事 |
| 盧峻峯 | 廉政公署調查員 | 劉世邦之下屬 |
| 吳珮如 | 廉政公署調查員 | 劉世邦之下屬 |
| 杜大偉 | Vincent        | Ivan Lee友人 |
| 李啟傑 | 保 安          | 田屋村收地時之地產商保安 |
| 陳家輝 | 地產商         | 向田屋村收地 |
| 顏文偉 | 地產商         | 向田屋村收地 |
| 焦浩軒 | 假龍友         | 受關鼎名指使誘騙賀小美到南生圍私影 |
| 李悅瀚 | 假龍友         | 受關鼎名指使誘騙賀小美到南生圍私影 |
| 李藍   | 小 童          | 引水道中嬉戲 |
| 冼海鍩 | 小 童          | 引水道中嬉戲 |
| 許偉晉 | 小 童          | 引水道中嬉戲 |
| 陳子樂 | 小 童          | 引水道中嬉戲 |
| 李嘉晉 | 同 學          | 凌晨光之大學同學 |
| 黎日楠 | 經 理          | 鄉村俱樂部中阻止李姿婷採訪賀展祥 |
| 陳靖雲 | Maggie         | 電影明星 |
| 吳文舜 | 地產經紀       | 受賀展祥指使提供物業給陳勁威夫婦 |
| 陳俊堅 | 青 年          | 燒烤場中藏有軟性毒品遭凌晨風拘捕 |
| 關浩揚 | 客 人          | 章巧悅之客人 |
| 李漫芬 | 客人妻         | 章巧悅客人之妻子 |
| 黃耀煌 | 男客人         | 酒吧內騷擾李姿婷 |
| 容天佑 | 酒 客          | 與關鼎名為章巧悅及柯公子之緋聞爭執 |
| 朱樂洺 | 酒 客          | 與關鼎名為章巧悅及柯公子之緋聞爭執 |
| 李偉健 | 酒 客          | 與關鼎名為章巧悅及柯公子之緋聞爭執 |
| 陳建文 | 柯公子         | 章巧悅之追求者 |
| 李忠希 | 餐廳經理       | 暴龍吧經理，郭尚正租用作訂婚之用 |
| 施駿喆 | 豪             | |

## 穿越時空經歷
| 劇情記錄穿越次數 | 集數                                                       | 穿越角色 | 穿越目的                        | 結果                                                     | 蝴蝶效應 |
| 原命運           | 劇集開始前 第17集(首播版)(原版)                            |          |                                 | 凌海中流彈身亡                                           | 陳勁威得悉穿越方法 (因代郭尚正安慰及接送凌晨風回家後意外發現) |
| 穿越前90次       | 劇集開始前 第17集(首播版)(原版) 第22集(原版)第20集(首播版) | 陳勁威   | 陪伴馮芷澄 調查黑警             | 馮芷澄無恙 多次調查失敗                                  | 發現賀展祥非原居民身份 發現黑警非凡身手及槍法，差點喪命 萌生出命運不能改變的念頭 |
| 穿越前1次        | 第1集 第22集(原版) 第20集(首播版)                          | 陳勁威   | 陪伴馮芷澄 調查黑警             | 馮芷澄無恙 調查失敗                                      | 凌海中流彈身亡 (原命運) 凌晨風得悉穿越方法 (因陳勁威沒有如之前穿越般接送凌晨風回家，凌晨風自行駕車回家途中意外發現) |
| 第1次            | 第2-3集                                                    | 凌晨風   | 拯救凌海                        | 凌海被凌晨風誤殺                                         | 凌海被凌晨風誤殺 (因凌海跟蹤關鼎名而被鎖進車尾箱) |
| 第1次            | 第2-3集                                                    | 陳勁威   | 陪伴馮芷澄 調查黑警             | 馮芷澄無恙 調查失敗                                      | 凌海被凌晨風誤殺 (因凌海跟蹤關鼎名而被鎖進車尾箱) |
| 第2次            | 第4-5集                                                    | 凌晨風   | 拯救凌海                        | 凌海安然無恙                                             | 程亮添被Suki殺害 |
| 第2次            | 第4-5集                                                    | 陳勁威   | 陪伴馮芷澄 調查黑警             | 馮芷澄無恙 調查失敗                                      | 程亮添被Suki殺害 |
| 第3次            | 第5-6集                                                    | 凌晨風   | 拯救程亮添                      | 程亮添安然無恙                                           | 警方臥底被發現 (因臥底為救凌晨風而通知郭尚正) |
| 第3次            | 第5-6集                                                    | 陳勁威   | 陪伴馮芷澄 調查黑警             | 馮芷澄無恙 調查失敗                                      | 警方臥底被發現 (因臥底為救凌晨風而通知郭尚正) |
| 第4次            | 第6-7集                                                    | 凌晨風   | 拯救臥底                        | 得知關少基臥底身份並成功拯救                             | 第二位臥底被發現並被拋到海中 (因賀展祥為查出身邊臥底而邀請金爺指證) |
| 第4次            | 第6-7集                                                    | 陳勁威   | 陪伴馮芷澄 調查黑警             | 馮芷澄無恙 調查失敗                                      | 第二位臥底被發現並被拋到海中 (因賀展祥為查出身邊臥底而邀請金爺指證) |
| 第5次            | 第7-8集                                                    | 凌晨風   | 拯救臥底                        | 得知關鼎名線人身份並成功拯救                             | 關鼎名得悉穿越方法 馮芷澄身亡 (因陳勁威為執行指令而沒有叮囑馮芷澄不要更換燈泡) |
| 第5次            | 第7-8集                                                    | 陳勁威   | 陪伴馮芷澄 調查黑警             | 馮芷澄家居意外身亡 調查失敗                              | 關鼎名得悉穿越方法 馮芷澄身亡 (因陳勁威為執行指令而沒有叮囑馮芷澄不要更換燈泡) |
| 第6次            | 第9-10集                                                   | 凌晨風   | 陪伴關鼎名 調查黑警             | 未找出黑警 關鼎名無恙                                    | 張浩源意外身亡 (因關鼎名揭發張浩源內奸身份) 凌晨光因爆炸重傷 (因關鼎名沒陪同收地以致梁宇康外婆村屋被燒) |
| 第6次            | 第9-10集                                                   | 關鼎名   | 陪伴關鼎名 調查黑警             | 未找出黑警 關鼎名無恙                                    | 張浩源意外身亡 (因關鼎名揭發張浩源內奸身份) 凌晨光因爆炸重傷 (因關鼎名沒陪同收地以致梁宇康外婆村屋被燒) |
| 第6次            | 第9-10集                                                   | 陳勁威   | 陪伴馮芷澄 調查黑警             | 馮芷澄無恙 調查失敗                                      | 張浩源意外身亡 (因關鼎名揭發張浩源內奸身份) 凌晨光因爆炸重傷 (因關鼎名沒陪同收地以致梁宇康外婆村屋被燒) |
| 第7次            | 第11-13集                                                  | 凌晨風   | 拯救凌晨光 調查黑警             | 凌晨光安然無恙 關鼎名誤以為陳勁威是黑警                  | 周炳仁被殺，凌海被警方當成疑兇及拘捕 (因關鼎名向周炳仁告發賀展祥的不法勾當) |
| 第7次            | 第11-13集                                                  | 關鼎名   | 拯救凌晨光 調查黑警             | 凌晨光安然無恙 關鼎名誤以為陳勁威是黑警                  | 周炳仁被殺，凌海被警方當成疑兇及拘捕 (因關鼎名向周炳仁告發賀展祥的不法勾當) |
| 第7次            | 第11-13集                                                  | 陳勁威   | 陪伴馮芷澄 調查黑警             | 馮芷澄無恙 調查失敗                                      | 周炳仁被殺，凌海被警方當成疑兇及拘捕 (因關鼎名向周炳仁告發賀展祥的不法勾當) |
| 第8次            | 第13-16集                                                  | 凌晨風   | 拯救凌海、周炳仁 調查黑警       | 凌海、周炳仁安然無恙 關鼎名發現鍾永俊是黑警              | 陳勁威殺害張浩源 (因陳勁威為添置新屋而替賀展祥做事) |
| 第8次            | 第13-16集                                                  | 關鼎名   | 拯救凌海、周炳仁 調查黑警       | 凌海、周炳仁安然無恙 關鼎名發現鍾永俊是黑警              | 陳勁威殺害張浩源 (因陳勁威為添置新屋而替賀展祥做事) |
| 第8次            | 第13-16集                                                  | 陳勁威   | 陪伴馮芷澄 調查黑警             | 馮芷澄無恙 調查失敗                                      | 陳勁威殺害張浩源 (因陳勁威為添置新屋而替賀展祥做事) |
| 第9次            | 第17-20集(原版) 第17-19集(首播版)                          | 凌晨風   | 追逐受傷並逃跑的陳勁威 調查黑警 | 凌晨風發現陳勁威並非黑警 發現黑警不止一人                | 凌晨風發現陳勁威是第一位時空穿越者 鍾永俊被郭偉誠所殺 郭偉誠向郭尚正承認黑警身份 馮芷澄被狙擊 (因郭偉誠求救走賀展祥時發現陳勁威身份，後向陳勁威家中狙擊，令馮芷澄受傷) 郭尚正代郭偉誠將賀展祥滅口 關鼎名及陳勁威被炸傷 郭尚正得悉穿越方法 |
| 第9次            | 第17-20集(原版) 第17-19集(首播版)                          | 關鼎名   | 追逐受傷並逃跑的陳勁威 調查黑警 | 凌晨風發現陳勁威並非黑警 發現黑警不止一人                | 凌晨風發現陳勁威是第一位時空穿越者 鍾永俊被郭偉誠所殺 郭偉誠向郭尚正承認黑警身份 馮芷澄被狙擊 (因郭偉誠求救走賀展祥時發現陳勁威身份，後向陳勁威家中狙擊，令馮芷澄受傷) 郭尚正代郭偉誠將賀展祥滅口 關鼎名及陳勁威被炸傷 郭尚正得悉穿越方法 |
| 第9次            | 第17-20集(原版) 第17-19集(首播版)                          | 陳勁威   | 陪伴馮芷澄 調查黑警             | 馮芷澄被狙擊 黑警鍾永俊被查出但另一個身份不明            | 凌晨風發現陳勁威是第一位時空穿越者 鍾永俊被郭偉誠所殺 郭偉誠向郭尚正承認黑警身份 馮芷澄被狙擊 (因郭偉誠求救走賀展祥時發現陳勁威身份，後向陳勁威家中狙擊，令馮芷澄受傷) 郭尚正代郭偉誠將賀展祥滅口 關鼎名及陳勁威被炸傷 郭尚正得悉穿越方法 |
| 第10次           | 第21-22集(原版) 第19-20集(首播版)                          | 凌晨風   | 拯救關鼎名 調查黑警             | 關鼎名安然無恙 凌晨風發現郭尚正包庇黑警 黑警郭偉誠被查出 | 賀展祥及李姿婷被郭偉誠槍殺 郭偉誠被關鼎名用鐵鍊勒死 凌晨風及郭尚正被炸死，凌晨風無法回到4月1日 陳勁威受馮芷澄鼓勵啟發，打消再穿越過去念頭                                                                                                 |
| 第10次           | 第21-22集(原版) 第19-20集(首播版)                          | 關鼎名   | 拯救關鼎名 調查黑警             | 關鼎名安然無恙 凌晨風發現郭尚正包庇黑警 黑警郭偉誠被查出 | 賀展祥及李姿婷被郭偉誠槍殺 郭偉誠被關鼎名用鐵鍊勒死 凌晨風及郭尚正被炸死，凌晨風無法回到4月1日 陳勁威受馮芷澄鼓勵啟發，打消再穿越過去念頭                                                                                                 |
| 第10次           | 第21-22集(原版) 第19-20集(首播版)                          | 郭尚正   | 阻止凌晨風調查黑警              | 關鼎名安然無恙 凌晨風發現郭尚正包庇黑警 黑警郭偉誠被查出 | 賀展祥及李姿婷被郭偉誠槍殺 郭偉誠被關鼎名用鐵鍊勒死 凌晨風及郭尚正被炸死，凌晨風無法回到4月1日 陳勁威受馮芷澄鼓勵啟發，打消再穿越過去念頭                                                                                                 |
| 第10次           | 第21-22集(原版) 第19-20集(首播版)                          | 陳勁威   | 陪伴馮芷澄 調查黑警             | 馮芷澄無恙 發現郭尚正包庇黑警 黑警郭偉誠被查出           | 賀展祥及李姿婷被郭偉誠槍殺 郭偉誠被關鼎名用鐵鍊勒死 凌晨風及郭尚正被炸死，凌晨風無法回到4月1日 陳勁威受馮芷澄鼓勵啟發，打消再穿越過去念頭                                                                                                 |
| 第11次           | 第22集(原版) 第20集(首播版)                                | 關鼎名   | 欲見凌晨風 不再改變命運         | 成功見到凌晨風 沒有回去改變命運                          | 凌晨風和陳勁威沒有穿越，一切重新開始 關鼎名獨力解決黑警案，但凌晨風對關鼎名以前的感情消失 |

## 收視

### 香港翡翠台收視率
| 週次 | 集數   | 日期                   | 平均 | 最高 | 備註                                               |
| 1    | 1－7   | 2016年3月21日－3月27日 | 24點 | 27點 | 星期一至五平均25點；星期六平均22點；星期日平均24點 |
| 2    | 8－13  | 2016年3月28日－4月2日  | 24點 | 25點 | 星期一至五平均24點；星期六平均29點                 |
| 3    | 14－18 | 2016年4月4日－4月8日   | 25點 | 28點 |                                                    |
| 3    | 19－20 | 2016年4月9日           | 29點 | 30點 |                                                    |
| 3    | 21－22 | 2016年4月10日          | 29點 | 30點 |                                                    |
| 全劇 | 全劇   | 全劇                   | 25點 | 30點 |                                                    |

## 獎項

### 星和無綫電視大獎2016
| 獎項                    | 獲獎單位         | 結果 |
| ----------------------- | ---------------- | ---- |
| 「我最愛TVB電視女角色」 | 朱千雪（凌晨風） | 獲獎 |
| 「我最愛TVB電視男角色」 | 王浩信（關鼎名） | 獲獎 |

### TVB 馬來西亞星光薈萃頒獎典禮2016
| 獎項                  | 獲奬單位       | 結果         |
| --------------------- | -------------- | ------------ |
| 「最喜愛TVB螢幕情侶」 | 王浩信、朱千雪 | 獲獎         |
| 「最喜愛TVB女主角」   | 朱千雪         | 提名最後五強 |
| 「最喜愛TVB男主角」   | 王浩信         | 提名         |

### 萬千星輝頒獎典禮2016
| 獎項               | 得獎者                     | 結果             |
| ------------------ | -------------------------- | ---------------- |
| 最佳劇集           | EU超時任務                 | 提名             |
| 最佳男主角         | 王浩信                     | 提名（最後五強） |
| 最佳女主角         | 朱千雪                     | 提名（最後五強） |
| 最佳男配角         | 單立文                     | 提名             |
| 最佳女配角         | 譚凱琪                     | 提名             |
| 最受歡迎電視男角色 | 王浩信                     | 提名（最後五強） |
| 最受歡迎電視女角色 | 朱千雪                     | 提名（最後五強） |
| 飛躍進步男藝員     | 張彥博                     | 提名             |
| 飛躍進步女藝員     | 朱千雪                     | 提名             |
| 飛躍進步女藝員     | 劉佩玥                     | 提名             |
| 最受歡迎劇集搭檔   | 王浩信、朱千雪             | 獲獎             |
| 最受歡迎劇集歌曲   | 最真心一對（主唱：何雁詩） | 提名             |

## 軼事
- 此劇「凌晨風」原定由胡杏兒飾演，但因合約問題，後改由朱千雪頂上，亦是首次擔任第一女主角。
- 此劇「關鼎名」原定由黃德斌飾演，但因檔期不合，後改由单立文頂上。[5]
- 此劇扮演兩婆孫的阮浩棕、梁舜燕在現實中也是婆孫關係。
- 此劇主角不斷時空倒流至特定一日，概念與1987年日本動畫《橙路》第38話、2006年龍騎士07《寒蟬鳴泣之時》、2006年日劇《世界奇妙物語》秋季特別篇「昨日公園」、2009年日本動畫《涼宮春日的憂鬱-永無止境的八月》、2011年日本動畫《魔法少女小圓》、2011年日本動畫《命運石之門》及自然之敵P的《陽炎計劃-陽炎眩亂》相似。外國電影例子則有1993年《今天暫時停止》和2014年由日本輕小說改編而成的荷里活電影《異空戰士》。本劇英文劇名更以類似1998經典西片《Run Lola Run》命名。而香港著名YouTuber「熊仔頭」（FHProductionHK）亦曾於2014年拍過類似概念的微電影。《一天（页面存档备份，存于）》。
- 羅樂林飾演的角色凌海在劇中第一集中已經死去，後來於第三集再死一次。有網民正猜測凌海在本劇的死亡次數[6]，最終雖然在鏡頭前只死去兩次，但若以陳勁威的視角來看，凌海已死過九十三次。
- 關鼎名於第22集大結局中最後的旁白，是與第1集的開場旁白作出首尾呼應，寓意大家珍惜眼前人，活在當下。第1集開場旁白中的最後一段對凌晨風的真情告白於原裝版第22集大結局結尾中沒有出現，但首播版的大結局（首播版第20集，原裝版第21-22集）中卻有出現。
- 此剧是袁伟豪，朱晨丽及朱千雪继《拆局专家》后再度合作
- 此劇是袁偉豪繼《古靈精探B》、《讀心神探》、《好心作怪》後第四度飾演反派。
- 此劇是苟芸慧在無綫電視的告別作。
- 在閉幕時，關鼎名對凌晨風說的話，與《踩過界》戴天恩對文申俠說的遺言一模一樣。

## 記事
- 2015年4月2日：此劇於12:30在將軍澳電視廣播城一廠Common Room舉行試造型記者會[7]。
- 2015年4月16日：此劇於15:00在將軍澳電視廣播城十六廠舉行試開鏡拜神記者會。
- 2015年7月1日：此劇於尖沙咀餐廳舉行殺青宴。
- 2016年3月16日：此劇於13:00在大埔林村許願樹舉行「神『庇』任務」宣傳活動。
- 2016年3月20日：此劇於12:00在九龍灣東華慈善嘉年華舉行「懷舊馬戲任務」宣傳活動。
- 2016年3月25日：此劇於14:00在荃灣大壩街4-30號荃灣廣場L1中庭舉行「圍村人．圍頭話」宣傳活動。
- 2016年4月1日：此劇於15:00在灣仔茂蘿街7號動漫基地舉行「超越時空 動漫緝兇」宣傳活動。
- 2016年4月3日：由於19:55-23:30直播《第三十五屆香港電影金像獎頒獎典禮》，當晚此劇暫停播映。
- 2016年4月9日：此劇於21:30-23:30播映2小時結局篇（香港首播版第19集，原裝版第19-20集）。
- 2016年4月10日：此劇於21:30-23:30播映2小時大結局（香港首播版第20集，原裝版第21-22集）。
- 2016年5月21日：本劇由何雁詩主唱之主題曲「最真心一對」成為勁歌金榜冠軍歌及《2016勁歌金曲優秀選第一回》得獎歌曲。

## 觀眾迴響
此劇題材特別，不少網民讚揚編劇勇於創新。隨著進入結局篇，此劇受歡迎程度不斷上升，開始有網民封此劇為「神劇」，及後的大結局更讓觀眾及網民感動，希望此劇可拍續集。無綫方面亦收到不少正面意見，指劇集吸引年青人收看，劇中演員表現出色。
此劇男主角王浩信在劇中飾演富喜劇感、重情重義的圍村原居民關鼎名（渠頭）一角，為此更特意學習圍頭話，以起初輕佻古惑、中段鬥智鬥力、尾段一往情深的層次式演繹大獲好評，被觀眾力捧為萬千星輝頒獎典禮2016最佳男主角及最受歡迎電視男角色得主。

## 歌曲

### 片頭曲
片頭曲《最真心一對》由何雁詩演唱，徐洛鏘作曲及編曲，張美賢填詞，何哲圖及韋景雲監製，2016年3月22日派台。此劇的成功亦令《最真心一對》廣為人知，成為何雁詩第一首代表作，增加了她的知名度。
《最真心一對》的音樂影片是2016年YouTube上香港十大點擊率最高的音樂影片之一。2021年，何雁詩因得知《最真心一對》是她的歌曲中，歌迷翻聽次數最多的作品，決定重新錄製新版本。
何雁詩曾稱自己最聞名的幾首劇集歌曲，包括《最真心一對》，都巧合地來自王浩信參演的劇集。

## 外部連結
- EU超時任務 - myTV SUPER（页面存档备份，存于）
- 香港網絡大典上的相关条目：EU超時任務

## 電視節目的變遷
| 香港無綫電視翡翠台 星期一至日 21:30-22:30 · 4月3日暫停播映 · 4月9、10日 21:30-23:30 | 香港無綫電視翡翠台 星期一至日 21:30-22:30 · 4月3日暫停播映 · 4月9、10日 21:30-23:30 | 香港無綫電視翡翠台 星期一至日 21:30-22:30 · 4月3日暫停播映 · 4月9、10日 21:30-23:30 |
| ----------------------------------------------------------------------------------- | ----------------------------------------------------------------------------------- | ----------------------------------------------------------------------------------- |
|                                                                                     | EU超時任務 （2016.03.21 - 2016.04.10）                                              |                                                                                     |
| 潮流教主 （2016.02.29 - 2016.03.20）                                                | 殭 （2016.04.11 - 2016.05.15）                                                      |                                                                                     |

| 香港 無綫電視翡翠台 星期一至五 23:55－00:55 | 香港 無綫電視翡翠台 星期一至五 23:55－00:55    | 香港 無綫電視翡翠台 星期一至五 23:55－00:55 |
| ------------------------------------------- | ---------------------------------------------- | ------------------------------------------- |
|                                             | EU超時任務 （2023年4月11日－2023年5月10日）    |                                             |
| 絕代商驕 （2023年3月10日－2023年4月10日）   | 大頭綠衣鬥殭屍 （2023年5月11日－2023年6月7日） |                                             |

| 马来西亚 Astro On Demand、Astro On Demand HD 每晚 21:30 - 22:15 · 4月3日 暫停播映 · 4月9日及10日 21:30 - 23:15 | 马来西亚 Astro On Demand、Astro On Demand HD 每晚 21:30 - 22:15 · 4月3日 暫停播映 · 4月9日及10日 21:30 - 23:15 | 马来西亚 Astro On Demand、Astro On Demand HD 每晚 21:30 - 22:15 · 4月3日 暫停播映 · 4月9日及10日 21:30 - 23:15 |
| --- | --- | --- |
| | EU超時任務 （2016.03.21－2016.04.10）                                                                          | |
| 潮流教主 （2016.02.29－2016.03.20）                                                                            | 殭 （2016.04.11－2016.05.15）                                                                                  | |

| TVBJ 星期一至五 23:35 - 00:35，星期六、日 23:30 - 00:30 | TVBJ 星期一至五 23:35 - 00:35，星期六、日 23:30 - 00:30 | TVBJ 星期一至五 23:35 - 00:35，星期六、日 23:30 - 00:30 |
| ------------------------------------------------------- | ------------------------------------------------------- | ------------------------------------------------------- |
|                                                         | EU超時任務 （2016.03.21－2016.04.10）                   |                                                         |
| 潮流教主 （2016.02.29－2016.03.20）                     | 殭 （2016.04.11－2016.05.15）                           |                                                         |

| 新加坡 星和娱家戏剧台 每晚 21:00 - 22:00 | 新加坡 星和娱家戏剧台 每晚 21:00 - 22:00 | 新加坡 星和娱家戏剧台 每晚 21:00 - 22:00 |
| ---------------------------------------- | ---------------------------------------- | ---------------------------------------- |
|                                          | EU超時任務 （2016-07-05－2016-07-26）    |                                          |
| 潮流教主 （2016-06-15－2016-07-04）      | 殭 （2016-07-27－2016-08-28）            |                                          |

| 马来西亚 Astro華麗台、Astro華麗台HD 星期一至五 20:30 - 21:30 | 马来西亚 Astro華麗台、Astro華麗台HD 星期一至五 20:30 - 21:30 | 马来西亚 Astro華麗台、Astro華麗台HD 星期一至五 20:30 - 21:30 |
| ------------------------------------------------------------ | ------------------------------------------------------------ | ------------------------------------------------------------ |
|                                                              | EU超時任務 （2017-05-01－2017-05-30）                        |                                                              |
| 歲月樓情 （2017-04-10－2017-04-28）                          | 火線下的江湖大佬 （2017-05-31－2017-07-04）                  |                                                              |

| 马来西亚 八度空間 星期一至五 19:00 - 20:00 | 马来西亚 八度空間 星期一至五 19:00 - 20:00 | 马来西亚 八度空間 星期一至五 19:00 - 20:00 |
| ------------------------------------------ | ------------------------------------------ | ------------------------------------------ |
|                                            | EU超時任務 （2018年3月13日－4月11日）      |                                            |
| 警犬巴打 （2018年2月9日－3月12日）         | 烈火如歌 （2018年4月12日－6月22日）        |                                            |

| 中国 中国三台 星期一至五 19:00 - 20:00                | 中国 中国三台 星期一至五 19:00 - 20:00     | 中国 中国三台 星期一至五 19:00 - 20:00                                               |
| ----------------------------------------------------- | ------------------------------------------ | ------------------------------------------------------------------------------------ |
|                                                       | EU超時任務 （2024.04.18 - 2024.05.17)      |                                                                                      |
| 宮心計 （2024.03.01 - 2024.04.17)                     | 黄金路 （2024.05.18 - 2024.06.28)          |                                                                                      |
| 中国 中国三台 星期六至日 12:00 - 13:00 （重播)        |                                            |                                                                                      |
| 欢喜大世界2 （重播) （2024.06.15 - 2024.07.27)        | EU超時任務 （2024.08.03 - 2024.10.20)      | 小子當家（重播) （2024.10.26 - 2024.12.29)錢來運轉（重播) （2025.01.04 - 2025.03.09) |
| 星期一至五 07:00 - 07:30 (重番)                       |                                            |                                                                                      |
| 你也可以是天使 (重番) （2025年2月17日-2025年4月11日） | EU超時任務 （2025年4月14日-2025年6月12日） | 你也可以是天使2 (重番) （2025年6月13日-2025年8月7日）                                |

| 翡翠台香港時區 星期一至五 21:30－22:30    | 翡翠台香港時區 星期一至五 21:30－22:30          | 翡翠台香港時區 星期一至五 21:30－22:30 |
| ----------------------------------------- | ----------------------------------------------- | -------------------------------------- |
|                                           | EU超時任務 （2024年9月19日－2024年10月18日）    |                                        |
| 十二傳說 （2024年8月16日－2024年9月18日） | 廉政行動2024 （2024年10月21日－2024年10月25日） |                                        |